# Liste von Persönlichkeiten der Stadt Cremona
Diese Liste enthält in Cremona geborene Persönlichkeiten sowie solche, die in Cremona gewirkt haben, dabei jedoch andernorts geboren wurden. Die Liste erhebt keinen Anspruch auf Vollständigkeit.

## In Cremona geborene Persönlichkeiten

Publius Quinctilius Varus

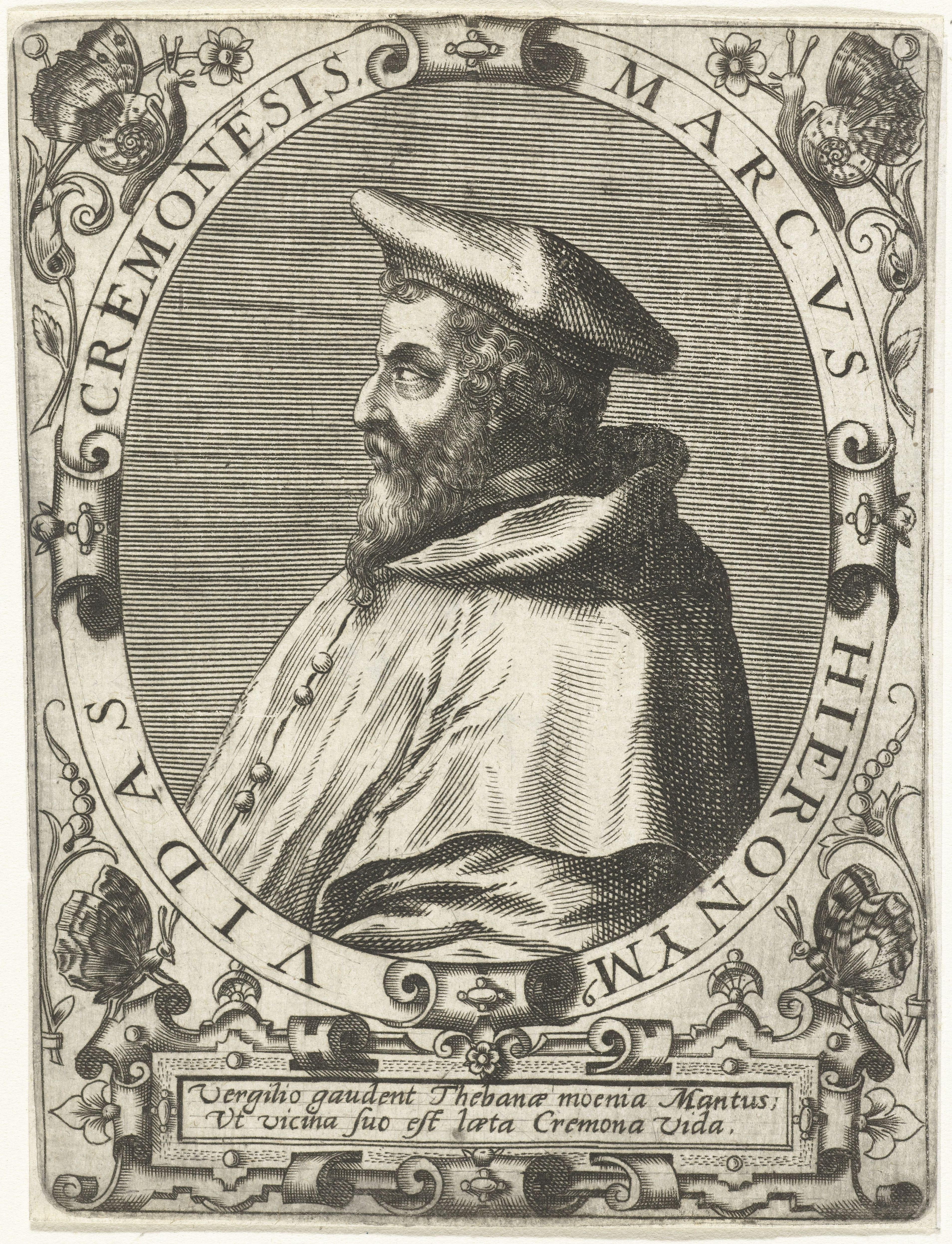
Marcus Hieronymus Vida

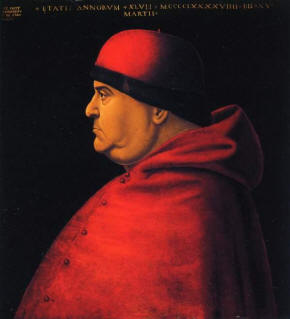
Ascanio Sforza

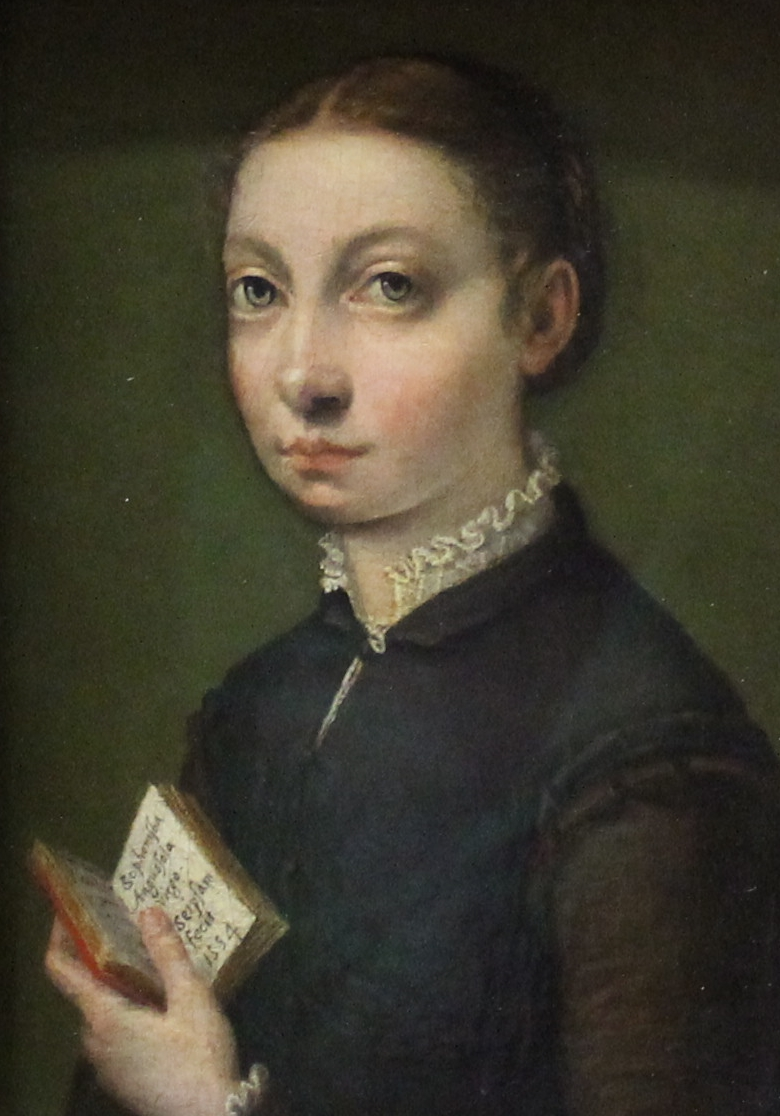
Sofonisba Anguissola

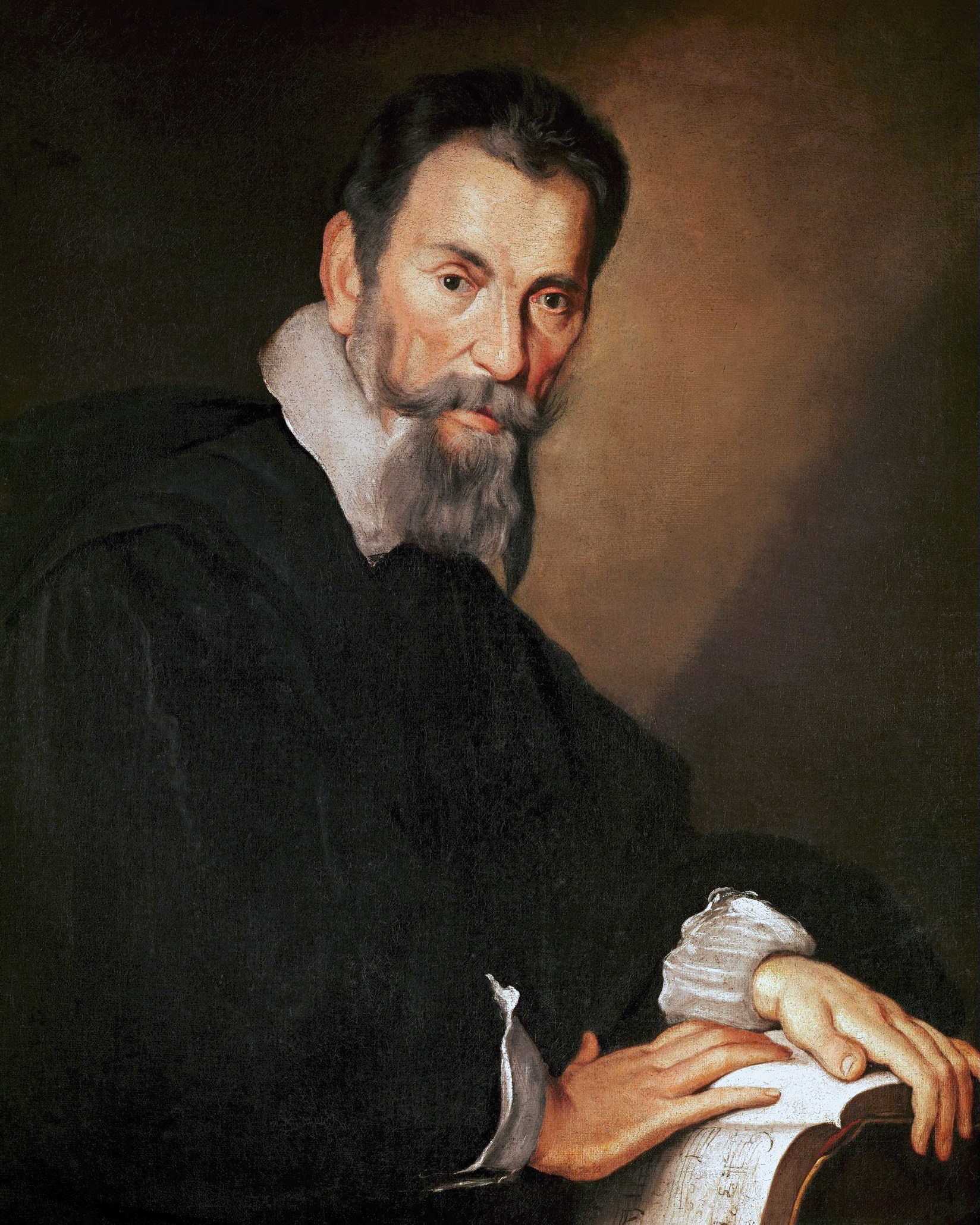
Claudio Monteverdi

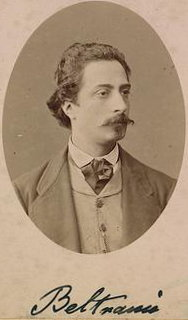
Eugenio Beltrami

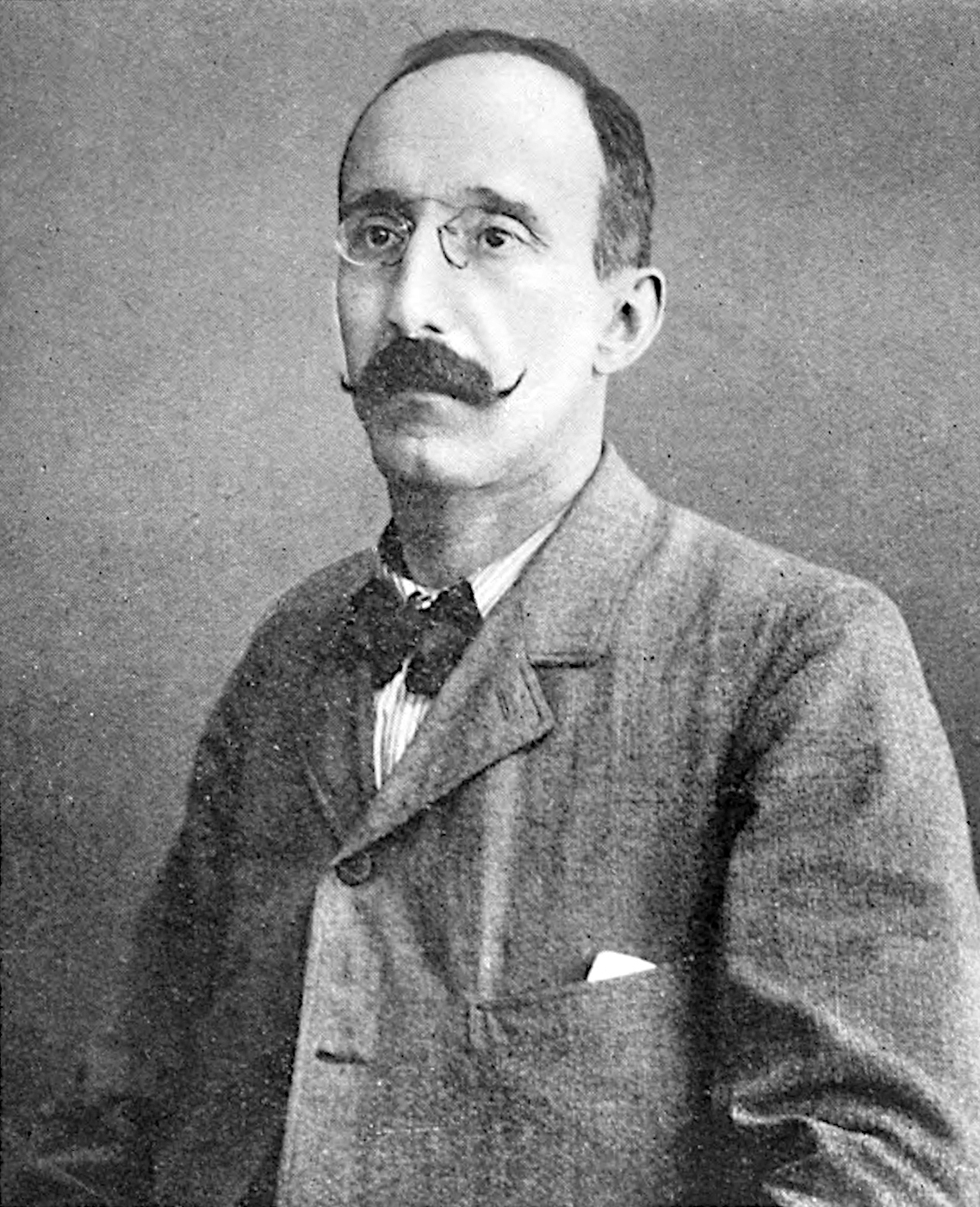
Leonida Bissolati

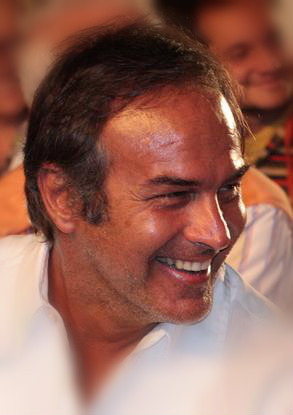
Antonio Cabrini

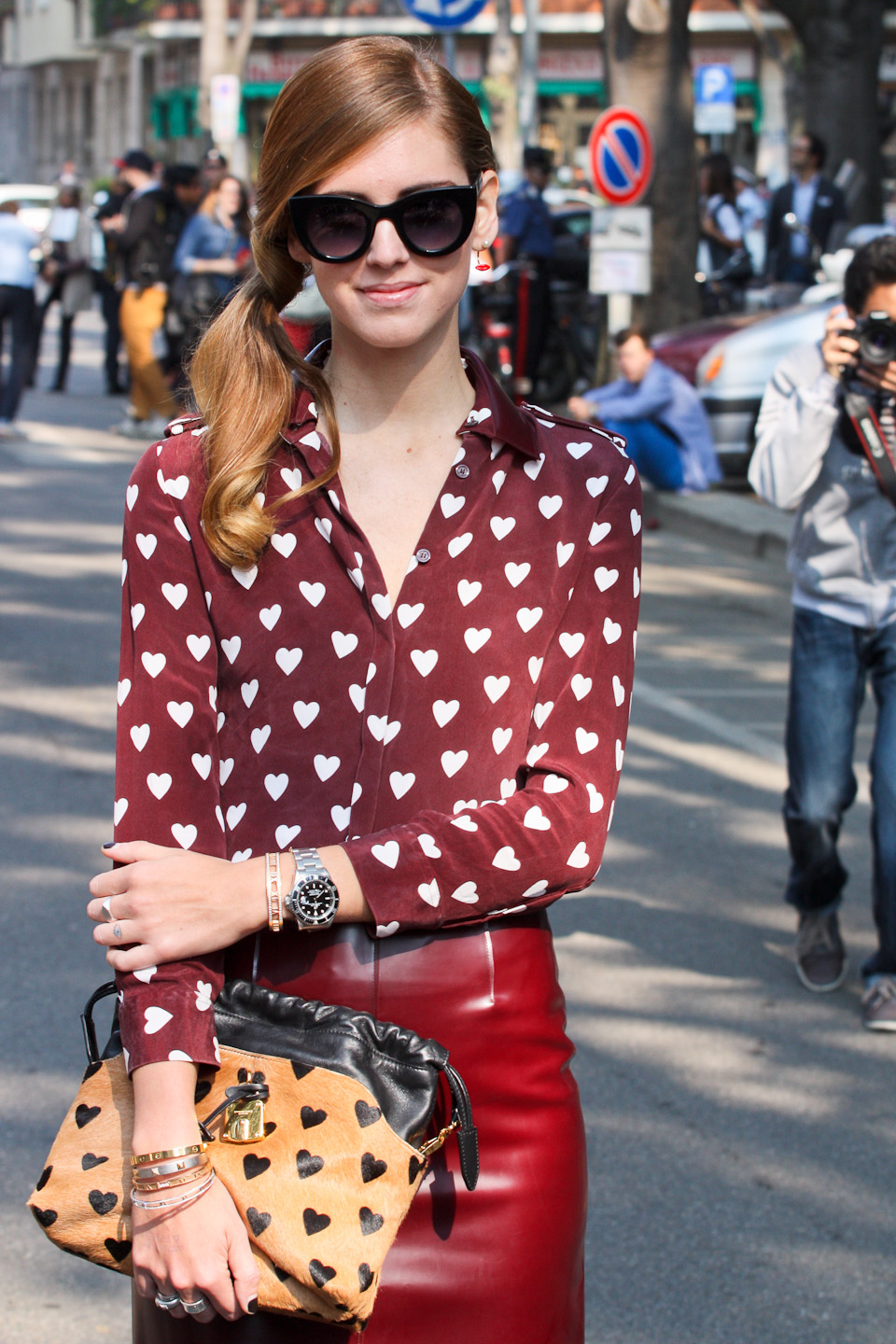
Chiara Ferragni

### Bis 1500
- Marcus Furius Bibaculus (103 v. Chr. – ?), römischer Dichter
- Quinctilius Varus (≈70 v. Chr. – 24/23 v. Chr.), römischer Ritter
- Publius Quinctilius Varus (47/46 v. Chr. – 9 n. Chr.), römischer Feldherr
- Eusebius von Cremona (um 350 – nach 420), Vertrauter des Hieronymus, Heiliger
- Gerhard von Cremona (≈1114–1187), Gelehrter und Übersetzer
- Homobonus von Cremona (≈1150–1197), Kaufmann
- Francesco Bossi (* um ≈1395–1434), Doktor utriusque juris, Gesandter und Bischof von Como
- Giovanni Barbavara (≈1405–1460), Doktor beider Rechte, Professor und Bischof von Como
- Hippolyta Maria Sforza (1445/46–1488), Adelige
- Ascanio Sforza (1455–1505), Kardinal
- Gerolamo Pallavicini (um 1463–1503), Bischof von Novara
- Galeazzo Campi (1477–1536), Maler
- Marcus Hieronymus Vida (1485–1566), Dichter und Humanist
- Altobello Melone (≈1490/91 – v. 1543), Maler
- Francesco Sfondrati (1493–1550), Kardinal
- Giulio Campi (1500–1572), Maler

### 1501 bis 1600
- Juanelo Turriano (n. 1500 – 1585), Uhrmacher, Mechaniker und Automatenbauer
- Camillo Boccaccino (1501–1546), Maler
- Antonio Maria Zaccaria (1502–1539), Begründer des Barnabitenordens und Heiliger
- Andrea Amati (≈1505–1577), Geigenbauer
- Realdo Colombo (≈1516–1559), Anatom und Chirurg
- Bernardino Campi (≈1522–1591), Maler und Zeichner
- Antonio Campi (1523–1587), Maler
- Costanzo Porta (1528/29–1601), Kapellmeister und Komponist
- Sofonisba Anguissola (≈1531/32–1625), Malerin
- Vincenzo Campi (1530/35 oder 1536 – 1591), Maler, Architekt, Stecher, Zeichner und Kosmograph
- Elena Anguissola (n. 1532 – n. 1584), Nonne und Malerin
- Giovanni Francesco Bonomi (1536–1587), Bischof von Vercelli und Apostolischer Nuntius
- Antonio Amati (≈1536/40–1607), Geigenbauer
- Lucia Anguissola (≈1537/42 – v. 1566), Malerin
- Minerva Anguissola (≈1539/41 – v. 1560), Malerin
- Cesare Speciano (1539–1607), Bischof von Novara und Cremona
- Coriolano Malagavazzo (≈1543/47 – 1599), Maler
- Cesare de Zacharia (? – n. 1597), Komponist
- Cesare Baglioni (ca. 1550–1615), Renaissancemaler
- Tiburtio Massaino (v. 1550 – n. 1608), Komponist
- Benedetto Pallavicino (1551–1601), Komponist
- Anna Maria Anguissola (≈ 1555/56–1611), Malerin
- Lucrezio Quinziani (≈ 1555 – ≈ 1600), Komponist
- Antonio Maria Viani (≈1555/60–1629), Maler und Architekt
- Pierre-Francisque Caroubel (1556–1611), französischer Violinist und Komponist
- Leonardo Torriani (≈1560–1628), Festungsbaumeister
- Claudio Monteverdi (1567–1643), Komponist
- Giulio Cesare Monteverdi (1573–1630/31), Komponist
- Panfilo Nuvolone (≈1578/81–1651), Maler
- Gaspare Aselli (≈1581–1626), Chirurg und Anatom
- Lazzaro Caraffino (≈1590–1665), Bischof von Como
- Nicola Amati (1596–1684), Geigenbauer

### 1601 bis 1700
- Giovanni Battista Tortiroli (1621–1651), Maler
- Francesco Ruggeri (≈1630–1698), Geigenbauer
- Agostino Bonisoli (1638–1707), Maler
- Antonio Stradivari (≈1644/48–1737), Geigenbauer
- Angelo Massarotti (1653–1723), Maler
- Pietro Giovanni Guarneri (1655–1720), Geigenbauer
- Giuseppe Giovanni Guarneri (1666–1739), Geigenbauer
- Guido Grandi (1671–1742), Mönch und Mathematiker
- Francesco Stradivari (1671–1743), Geigenbauer
- Omobono Stradivari (1679–1742), Geigenbauer
- Carlo Bergonzi (≈1683–1747), Geigenbauer
- Gasparo Visconti (1683–≈1713), Violinist und Komponist
- Pietro Guarneri (1695–1762), Geigenbauer
- Ignazio Michele Crivelli (1698–1768), Kardinal
- Guarneri del Gesù (1698–1744), Geigenbauer

### 1701 bis 1800
- Giuseppe Aglio (1717–1809), Kunsthistoriker
- Caterina Galli (1723–1804), Opern- und Oratoriensängerin
- Antonio Beltrami (1724–1784), Maler
- Jakob Botta d’Adorno (1729–1803), k.k Feldmarschall und kommandierender General in Mähren
- Lorenzo Storioni (1744–1816), Geigenbauer
- Francesco Bianchi (≈1752–1810), Komponist
- Pietro Vidoni (1759–1830), Kardinal
- Ambrogio Bianchi (1771–1856), Kardinal
- Agostino Aglio (1777–1857), Maler
- Giovanni Beltrami (1777–1854), Glyptiker
- Ignazio Giovanni Cadolini (1794–1850), Kardinal

### 1801 bis 1900
- Enrico Ceruti (1806–1883), Geigenbauer
- Gaetano Antoniazzi (1825–1897), Geigenbauer
- Eugenio Beltrami (1835–1900), Mathematiker
- Vespasiano Bignami (1841–1929), Maler, Kunstkritiker und Herausgeber
- Riccardo Antoniazzi (1853–1912), Geigenbauer
- Leonida Bissolati (1857–1920), Politiker
- Francesco Novati (1859–1915), Romanist und Mediävist
- Romeo Antoniazzi (1862–1925), Geigenbauer
- Alceo Dossena (1878–1937), Bildhauer
- Angelo Monteverdi (1886–1967), Romanist und Mediävist
- Carlo Favagrossa (1888–1970), General und Politiker

### 1901 bis 1950
- Nino Bolzoni (1903–1972), Ruderer
- Maria Basaglia (1912–1998), Drehbuchautorin und Filmregisseurin
- Bruno Boni (1915–2003), Ruderer
- Adriano Bolzoni (1919–2005), Drehbuchautor und Filmregisseur
- Ermanno Margheriti (1919–1944), Ingenieur, Offizier und Widerstandskämpfer
- D’Arco Silvio Avalle (1920–2002), Romanist
- Ugo Tognazzi (1922–1990), Schauspieler, Regisseur, Schriftsteller und Komödiant
- Lionello Boccia (1926–1996), Waffenhistoriker und Konservator
- Sergio Tarquinio (* 1925), Comiczeichner
- Aristide Pozzali (1931–1979), Boxer
- Giovanni Arvedi (* 1937), Industrieller
- Aristide Guarneri (* 1938), Fußballspieler
- Vincenzo Ferrari (1941–2010), Maler, Autor und Filmemacher
- Cesare Beltrami (* 1942), Kanute
- Daniele Dondé (* 1950), Maler

### Ab 1951
- Carlo Cottarelli (* 1954), Ökonom
- Antonio Cabrini (* 1957), Fußballspieler und -trainer
- Maurizio Piovani (* 1957), Radrennfahrer
- Ferruccio Laviani (* 1960), Architekt
- Gianluca Vialli (1964–2023), Fußballspieler
- Fabio Galli (* 1969), Beachvolleyballspieler
- Daniele Persegani (* 1972), Koch
- Isabella Guanzini (* 1973), Theologin
- Nicola Sartori (* 1976), Ruderer
- Daniele Cinciarini (* 1983), Basketballspieler
- Chiara Ferragni (* 1987), Unternehmerin, Bloggerin, Influencerin und Model
- Veronica Signorini (* 1989), Triathletin
- Valentina Rodini (* 1995), Ruderin
- Sveva Gerevini (* 1996), Leichtathletin
- Elena Bissolati (* 1997), Radsportlerin
- Giacomo Gentili (* 1997), Ruderer
- Marta Cavalli (* 1998), Radsportlerin
- Cara (* 1999), Popsängerin
- Federica Venturelli (* 2005), Radsportlerin

## Berühmte Einwohner von Cremona
- Oberto Pallavicino (1197–1269), Herr von Cremona
- Marsilio de’ Rossi (1287–1337), Herr von Cremona
- Europa Anguissola (16. Jhdt.), Malerin
- Giovanni Battista Ceruti (1756–1817), Lauten- und Geigenbauer
- Giuseppe Antonio Ceruti (1785–1860), Geigenbauer
- Amilcare Ponchielli (1834–1886), Komponist und Musikpädagoge
- Walter Stauffer (1887–1974), italienisch-schweizerischer Unternehmer und Mäzen, Ehrenbürger
- Mina (* 1940), Pop- und Jazzsängerin